# Podabrus kashiensis
Podabrus kashiensis es una especie de coleóptero de la familia Cantharidae.

## Distribución geográfica
Habita en Japón.